# 1925 en droit
Cet article présente les faits marquants de l'année 1925 en droit.

## Événements

### Mars
- 13 mars : Butler Act, loi promulguée par l'état du Tennessee aux  États-Unis, interdisant aux professeurs de l'enseignement public de nier l'origine de l'Homme telle qu'elle est écrite dans la Bible.

### Août
- 30 août : au Chili, plébiscite approuvant la Constitution. Le texte sera promulgué quelques jours plus tard, le 18 septembre.

## Naissances
- 7 mars : Philippe Malaurie, juriste français, professeur de droit privé, mort le 1er avril 2020.
- 4 juillet : Jean Larguier, professeur de droit français, spécialisé en criminologie et droit pénal, mort le 30 décembre 2020.
- 7 octobre : François de Fontette, historien français du droit, mort le 3 août 2010.
- 30 novembre : William Henry Gates II, avocat américain spécialisé dans les domaines des affaires et de l'humanisme international, mort le 14 septembre 2020.
- Date précise non renseignée ou inconnue :
  - José Afonso da Silva, juriste et universitaire brésilien, spécialiste en droit constitutionnel.

## Décès
- 26 janvier : Louis Guillouard, avocat et professeur de droit français, né le 26 janvier 1845.
- 7 juillet : Eugène Pierre, constitutionnaliste et administrateur parlementaire français, né le 16 novembre 1848.